# Kjell Anneling
Kjell Yngve Anneling, född 20 maj 1938 i Göteborg, är en svensk civilekonom och diplomat.

## Biografi
Anneling är son till Carl Andersson och Ingeborg Hallberg. Han blev civilekonom vid Handelshögskolan i Göteborg 1963, attaché vid Utrikesdepartementet (UD) 1963, tjänstgjorde i Oslo 1964, blev ambassadsekreterare 1965, tjänstgjorde i Kinshasa 1965, kanslisekreterare vid UD 1968, departementssekreterare 1971, förste ambassadsekreterare i Aten 1973, ambassadråd i  Dhaka 1975, Manila 1977, minister i Oslo 1979, departementsråd vid UD 1983, ambassadör i Wellington, Fiji, Tonga, Västra Samoa 1987-1990, expeditionschef vid UD 1990-1993, ambassadör i Oslo 1993-1997, Peking 1997-2002, näringslivssamordnare på Näringsdepartementet 2002-2004 och generalkonsul i New York 2004-2006.
Anneling var ordförande i Svensk-norska föreningen 2009 till 2018.
Han gifte sig 1965 med Birgit Hahn (född 1937), dotter till kommendörkapten Klaus Friedrich Hahn och Margit Kielland.

## Utmärkelser
- Storkors av Norska förtjänstorden (1 juli 1997)[3]
- Kommendör av Sankt Olavs orden (1 juli 1983)[3]